# Gisela (filha de Luís, o Piedoso)
Gisela (c. 819/822 - depois de 1 de julho de 874) é a filha do imperador Luís, o Piedoso e Judite da Baviera. 

## História
Em 836, o imperador Luís, o Piedoso deu como dote o domínio real d'Annappes, com as suas dependências, Ascq, Flers e Gruson, a sua filha Gisela, a mulher de Everardo de Friuli.
Na década de 850, Gisela e o marido fundaram uma abadia em Cysoing, cidade que era parte do dote da princesa, que apenas foi completada após a morte dos dois. A abadia foi desmantelada durante a primeira metade no século XIX.
Gisela recebeu o convento da Igreja de São Salvador na Bréscia, fundada em 753 pelo futuro rei dos lombardos, Desidério, e sua esposa, Ansa. Antes dela, o convento tinha sido dado à Ermengarda de Tours, esposa de Lotário I. Por um tempo, Gisela serviu como abadessa e rectrix.

## Casamento e descendência
Gisela desposou, provavelmente em 836, Everardo de Friuli, marquês e mais tarde duque de Friuli, com quem teve dez filhos :
1. Everardo (837- † após o dia 20 de junho de 840).
2. Ingeltruda de Friuli (c. 836 - † 867), casada com Henrique de la Marca (830 – 886), marquês de Nêustria
3. Unroco III de Friuli (c. 840 - 874), marido de Eva de Tours.
4. Berengário I de Friuli (c. 843 - † 924), marido de Berta de Spoleto, eleito rei dos Lombardos em Pavia , em 888, e o santo imperador romano em 915.
5. Adardo († depois de  1 de julho de 874). Abade da Abadia de Sainte-Calixte de Cysoing.
6. Raul († 1º maio de 892). Abade laico da Abadia de Sainte-Calixte de Cysoing e a abadia de Saint-vaast em de Arras. Em 883 o rei Carlomano II da França deu-lhe o Artois e Ternois , que foram apreendidos à sua morte pelo conde Balduíno II de Flandres.
7. Alpaida, que morreu jovem e foi sepultada na Abadia de Sainte-Calixte de Cysoing.
8. Helvida de Friuli (v. 855 - v. 895), que se casou por volta de 874 Hucaldo (Hucbald) de Ostrevant (850 - 890) e, em seguida, talvez Roger I (v. 867 - † 926), conde de Laon
9. Gisela († v. 863). Uma freira na Abadia de Saint-Sauveur de Brescia.
10. Judite de Friuli (863 - † 881), que se casou com Conrado II da Borgonha, conde de Auxerre, e duque de Borgonha Transjurane a partir de 859 a 864.

Everardo e Gisela fundou a Abadia de Sainte-Calixte de Cysoing.